# Bołdino (stacja kolejowa)
Bołdino (ros. Болдино) – stacja kolejowa w miejscowości Bołdino, w rejonie pietuszyńskim, w obwodzie włodzimierskim, w Rosji. Położona jest na nowym szlaku Kolei Transsyberyjskiej.

## Historia
Stacja powstała w czasach carskich na linii Moskwa – Niżny Nowogród, pomiędzy stacjami Kostieriowo i Undoł.